# (36837) 2000 SD110
2000 SD110 (asteroide 36837) é um asteroide da cintura principal. Possui uma excentricidade de 0.09685290 e uma inclinação de 1.56745º.
Este asteroide foi descoberto no dia 24 de setembro de 2000 por LINEAR em Socorro.